# Charles Delac
Charles Delac, né Chaloum ben Delak le 2 juillet 1879 à Mascara (Algérie)  et mort le 10 janvier 1965 dans le 17e arrondissement de Paris, est un producteur de cinéma et un réalisateur français. 

## Biographie
Ancien élève de l'Institut national agronomique, Charles Delac est, à partir de 1911, le directeur, avec Marcel Vandal, de la société de production Le Film d'art, succédant à Paul Gavault.
Son livret matricule retrace ses actions pendant la Première Guerre mondiale. Il est cité à l'ordre du régiment le 24 juin 1917 : chef de la section photographique et cinématographique de l'armée d'Orient de juillet 1916 à mars 1919, il parcourt tour à tour la Serbie, la Macédoine, le Mont-Athos et l'Albanie et se montre un « modèle de conscience, dévouement, de courage et de modestie ». Promu sous-lieutenant à titre temporaire en avril 1917, il est nommé chevalier de la Légion d'honneur pour compter du 28 décembre 1918, et reçoit par ailleurs la croix de guerre. Sous-lieutenant à titre définitif le 17 août 1919, lieutenant en 1922, il est radié de l'armée en 1928.
De 1919 à 1937, il dirige avec Vandal la société de production « Delac, Vandal et Cie ». Il est également, de 1928 à 1936, président de la « Chambre syndicale de la cinématographie ». C'est à ce titre qu'il est promu commandeur de la Légion d'honneur en 1938 (ayant été décoré des insignes du grade d'officier en 1931 des mains mêmes de Louis Lumière). Ses bureaux sont alors localisés 63, avenue des Champs-Élysées.
En 1935, il est membre du jury de la Mostra de Venise.
En 1936, il vend la société Le Film d'art à Henri Diamant-Berger. Lors de l'exposition internationale de Paris en 1937, il est impliqué comme président de section ou de jury.
En 1948, il est président des Films Marceau et rachète la société de production fondée par Adolphe Osso.
Décédé chez lui rue Gounod à l'âge de 85 ans, il était marié à Madeleine Thérèse Serrat depuis juillet 1912.

## Filmographie
- 1923 : La Souriante Madame Beudet de Germaine Dulac
- 1926 : L'Homme à l'Hispano de Julien Duvivier
- 1926 : Graziella de Marcel Vandal
- 1927 : Le Mystère de la tour Eiffel de Julien Duvivier
- 1927 : Le Mariage de Mademoiselle Beulemans de Julien Duvivier
- 1928 : Le Tourbillon de Paris de Julien Duvivier
- 1929 : Maman Colibri de Julien Duvivier
- 1930 : David Golder de Julien Duvivier
- 1930 : Au Bonheur des Dames  de Julien Duvivier
- 1931 : Les Monts en flammes de Joë Hamman et Luis Trenker
- 1931 : Fra Diavolo de Mario Bonnard
- 1931 : La Dernière Berceuse de Gennaro Righelli
- 1931 : Le Bal de Wilhelm Thiele
- 1931 : Les Cinq Gentlemen maudits de Julien Duvivier
- 1932 : L'Amoureuse Aventure de Wilhelm Thiele
- 1932 : Madame hat Ausgang (version allemande du film précédent)
- 1933 : Hortense a dit j'm'en f…, moyen métrage de Jean Bernard-Derosne
- 1933 : La Tête d'un homme de Julien Duvivier
- 1933 : L'Homme à l'Hispano de Jean Epstein
- 1933 : Le Petit Roi de Julien Duvivier
- 1934 : Le Paquebot Tenacity de Julien Duvivier
- 1934 : La Châtelaine du Liban de Jean Epstein
- 1951 : Le Désir et l'Amour d'Henri Decoin
- 1954 : J'y suis, j'y reste de Maurice Labro
- 1955 : Il bidone de Federico Fellini
- 1961 : La Fille à la valise de Valerio Zurlini